# 新・荒野の七人 馬上の決闘
『新・荒野の七人 馬上の決闘』（しん・こうやのしちにん ばじょうのけっとう、原題: Guns of the Magnificent Seven）は、1969年のアメリカ合衆国の映画。
黒澤明監督の日本映画『七人の侍』（1954年）をリメイクして大ヒットした『荒野の七人』の続編3作目。登場人物として唯一継承されているリーダーのクリスを演じるのは、本作ではユル・ブリンナーからジョージ・ケネディに変わった。この作品の後、続編としては第4作『荒野の七人・真昼の決闘』（1972年）まで制作されている。

## ストーリー
メキシコ軍から強制労働を強いられ不満を募らせる農民を各地でまとめ、反政府組織と連携しようとしていたキンテロは、ディエゴ大佐率いるメキシコ軍に捕まり、刑務所「ネズミの巣」へと送られる。現場に居合わせた若い農夫マックスは、キンテロから預かった軍資金600ドルを持ってメキシコ軍から逃れ、反政府勢力への協力を申し出ていた山賊のロベロに助けを求め、ロベロは町で大量の銃火器を買って来るように命令する。しかし、マックスは町で「農民の友」と噂されるクリスを探し出し、キンテロの救出を依頼し、依頼を引き受けたクリスは5人のガンマンを加え、農民の篭る山へ向かう。
クリスはマックスを連れて「ネズミの巣」の偵察に向かい、そこでディエゴによって農民たちが虐殺される現場を目撃し、彼の残忍なやり方に憤る。山に戻ったクリスは、彼らの力を見くびるロベロからの増援の申し出を断り、「ネズミの巣」に連行される途中だった農民たちを助け出し、戦力として訓練する。少数だが戦力を整えたクリスは、週に1日だけ警備の緩む日を狙い「ネズミの巣」への奇襲を計画する。奇襲の前日、マックスはクリスに無断でロベロに協力を求めに行くが、ロベロは自分を革命軍の将軍に任命せず野蛮人扱いしたキンテロを罵り協力を拒否したため、マックスはロベロたちを見限りクリスの元に去る。
翌日、クリスたちはメキシコ軍の部隊を襲撃して軍服を奪い、メキシコ兵に偽装して「ネズミの巣」に奇襲を仕掛ける。ディエゴは応戦を命じ、戦力で圧倒するが、クリスに隙を突かれ射殺され、さらにロベロに愛想を尽かしたミゲルの率いる山賊が到着し形勢が逆転し、「ネズミの巣」は陥落した。マックスは救出されたキンテロと共に農民の自由のために戦うことを誓い、クリスとレヴィは彼と別れ去っていく。

## 登場人物
クリス・アダムス
演 - ジョージ・ケネディ
7人のリーダー。劇中で「保安官に有名だぜ」と揶揄される場面があるので、あちこちで持て余される行動をとっているようである。
既に自分が時代にそぐわぬ人間で、居場所もなくなってきている自覚をしている。
キノ
演 - モンテ・マーカム
7人のサブリーダー格で、元保安官。町で、馬泥棒として縛り首にされるところをクリスに救けられた。クリスと共に仲間を集めていく。
マクシミリアーノ（マックス）
演 - レニ・サントーニ
血気盛んな若い農民。キンテロの救出を見知らぬクリスに依頼する。クリスと共に戦うことを通じて様々なことを学び、ゲリラのリーダーとして成長していく。
リーバイ（レヴィ）
演 - ジェームズ・ホイットモア
初老のナイフ使い。ガンマンの生活を捨てて若い女房と子供のいる家族を持ったが、農民の苦しい生活を過ごしていた。助けた農民の子供にも、父親のように慕われる。
キャシー
演 - バーニー・キャシー
黒人のガンマン。鉱山での爆破仕事をクビになる時にクリスに誘われる。
スレイター
演 - ジョー・ドン・ベイカー
片腕で元南軍の凄腕ガンマン。西部劇ショーで見世物のような仕事をしていたところをクリスに誘われた。片腕の半端者と自分を卑下して人生に絶望している。黒人として逆境に生きているキャシーと話すことにより、次第に生きる希望を取り戻していく。
P.J.
演 - スコット・トーマス
全身黒尽くめのガンマン。おそらく結核を患っており、死に場所を求めて自らクリスの仲間に加わった。山で村娘に好意を寄せられ、笑顔を見せるようになる中、戦いに臨む。
ディエゴ大佐
演 - マイケル・アンサラ
200人近い兵隊のいる刑務所”ネズミの穴”の司令官。捕まえた農民には過酷な労役を課し、キンテロからは軍隊内部の反乱の情報を聞き出そうとして、目の前で農民を惨殺していくような残酷な軍人。
ロベロ
演 - フランク・シルヴェラ
20数人の部下と武器を持ち､一つの勢力でありながらも自らを高く売りつけることしか考えていない、自己中心的な山賊。
ミゲル
演 - サンチョ・グラシア
ロベロの部下。マックスと共に戦おうとするが、ロベロは耳を貸さない。戦いの前夜、ロベロの態度に愛想を尽かして彼を殺す。
キンテロ
演 - フェルナンド・レイ
革命を目指す農民指導者の一人。各地で、農民に山にこもって武装し、立ち上がることを説いていた。教会で話しているときにディエゴ大佐率いる軍隊に捕らわれてしまい、自分のために拷問を受けて死んでいく農民を助けられずに、苦しむ。
エミリアーノ・サパタ（エミール）
演 - トニー・デイヴィス
父親を軍に攫われてしまった、身寄りのない農民の子供。レヴィになついてしまう。素朴な質問を彼らにぶつけ、彼らの言動から大きな影響を受けることを暗示させている。

## キャスト
| 役名             | 俳優                     | 日本語吹替  | 日本語吹替   |
| 役名             | 俳優                     | NETテレビ版 | テレビ東京版 |
| ---------------- | ------------------------ | ----------- | ------------ |
| クリス・アダムス | ジョージ・ケネディ       | 北村和夫    | 石塚運昇     |
| キノ             | モンテ・マーカム         | 山田康雄    | 山野井仁     |
| マクシミリアーノ | レニ・サントーニ         | 関根信昭    | 遠藤純一     |
| リーバイ         | ジェームズ・ホイットモア | 真木恭介    | 藤本譲       |
| キャシー         | バーニー・キャシー       | 田中信夫    | 堀川仁       |
| スレイター       | ジョー・ドン・ベイカー   | 内海賢二    | 梅津秀行     |
| P.J.             | スコット・トーマス       |             | 田中正彦     |
| ディエゴ大佐     | マイケル・アンサラ       |             | 若本規夫     |
| ロベロ           | フランク・シルヴェラ     |             | 亀井三郎     |
| キンテロ         | フェルナンド・レイ       |             | 広瀬正志     |
| エミール         | トニー・デイヴィス       |             |              |

- NETテレビ版：初回放送1974年10月26日『土曜映画劇場』
- テレビ東京版：初回放送2000年3月23日『午後のロードショー』
  - その他吹替：芝原チヤコ、坂口賢一、浜田賢二、海老原英人、柳沢真由美
  - 演出：鍛治谷功、翻訳：柳澤由美、調整：長井利親、担当：甲斐樹美子、制作：ムービーテレビジョン

## 制作
エグゼクティブ・プロデューサーのウォルター・ミリシュは、確実に収益を上げるため、ヒット作である『荒野の七人』『続・荒野の七人』の続編を企画した。しかし、前2作でクリス役を演じたユル・ブリンナーは続投を望まなかったため、『暴力脱獄』でアカデミー助演男優賞を受賞して人気があったジョージ・ケネディがクリス役に起用された。エルマー・バーンスタインは前2作のオリジナル曲の一部を再現したほか、本作のために新曲を作成した。プロデューサーには『ローハイド』のプロデューサーを務め、ミリシュと共に仕事をした経験のあるヴィンセント・フェネリが起用されている。
大半のマカロニ・ウェスタン作品は予算を抑えるためにアメリカ南西部やメキシコ北部の乾燥地帯に似たスペインで撮影していたが、本作もスペインのタバナス砂漠でロケーション撮影を行ったほか、テキサス・ハリウッドとミニ・ハリウッドでスタジオ撮影が行われた。

## 評価
本作は主に世界興行で収益を上げた。しかし、批評家からは酷評され、『ニューヨーク・タイムズ』では「この映画は生産性の低い脚本で作られ、新しい俳優が古いカウボーイの衣装を着ているだけ」と批評している。
一方、『バラエティ』では「この作品は前2作の手軽な改良作品で、恒常的なストーリーラインを越えて作られ、終盤の銃撃戦は燃え尽きるようなアクションシーンが描かれた」と比較的好意的に評価している。